# Carola Anding
Carola Anding, född 29 december 1960, är en före detta längdskidåkare som tävlade för det tidigare Östtyskland under 1970- och 80-talen. Hon ingick i det östtyska stafettlag som vid olympiska vinterspelen vann guld i Lake Placid 1980 och brons vid VM i Oslo 1982.